# Unia gospodarcza i walutowa

Kraje objęte porozumieniem o unii gospodarczej i walutowej (na granatowo oznaczono strefę euro)

Unia gospodarcza i walutowa (UGiW), unia gospodarczo-walutowa (UGW) – jeden z elementów współpracy w ramach Unii Europejskiej, ustanowiony w grudniu 1991 roku traktatem z Maastricht. Jej głównym przedsięwzięciem jest utworzenie wspólnej waluty europejskiej oraz przeniesienie polityki pieniężnej na szczebel wspólnotowy.

## Państwa uczestniczące
Do unii gospodarczej i walutowej należą wszystkie państwa Unii Europejskiej, jednak w III etapie UGW uczestniczy 20 z nich.
| Od 1999: - Austria - Belgia - Finlandia - Francja - Hiszpania - Holandia - Irlandia - Luksemburg - Niemcy - Portugalia - Włochy | Od 2001: - Grecja Od 2007: - Słowenia Od 2008: - Cypr - Malta Od 2009: - Słowacja Od 2011: - Estonia Od 2014: - Łotwa Od 2015: - Litwa Od 2023: - Chorwacja Państwa, które mają przystąpić do III etapu UGW: - Bułgaria (2025) |

Spośród europejskich krajów nieczłonkowskich wspólną walutę stosuje sześć państw. W porozumieniu z Unią na euroizację zdecydowały się:
- Andora
- Monako[b]
- San Marino[c]
- Watykan[c]

Z kolei dwa inne państwa wprowadziły euro bez porozumienia z Unią:
- Czarnogóra
- Kosowo

## Historia

### Geneza współpracy walutowej
Pierwsze sformułowania dotyczące współpracy walutowej pojawiły się już w traktacie ustanawiającym EWG. Priorytetem były jednak wówczas prace nad wspólną polityką rolną, utworzeniem unii celnej oraz – docelowo – wspólnego rynku. Ponadto funkcjonowanie systemu z Bretton Woods gwarantowało wówczas stabilność walut, co nie rodziło potrzeby zacieśnienia współpracy w tym zakresie. Dopiero stopniowe załamywanie się dotychczasowego systemu walutowego, które odbiło się negatywnie na handlu w ramach EWG, skłoniło jej członków do wypracowania własnej koncepcji integracji walutowej.
Pierwszy projekt w tym zakresie powstał jeszcze przed ostatecznym załamaniem się systemu z Bretton Woods w 1971 – był to tak zwany raport Barre'a (z 1969). Jego następcą był raport Wernera, w którym zaprezentowano projekt utworzenia unii ekonomicznej i walutowej. Oba projekty nie były jednak w pełni realizowane, m.in. z uwagi na kryzys naftowy oraz rozszerzenie EWG do dziewięciu państw.

### Budowa europejskiego systemu walutowego
W 1972 utworzony został mechanizm tak zwanego węża w tunelu. Szerokie pasmo wahań ustalono na 4,5%, zaś dopuszczalny przedział wahań między poszczególnymi dwiema walutami określono na 2,25%. Jednocześnie zapoczątkowano budowę systemu instytucjonalnego wspólnej polityki kursowej – w 1973 powołany został Europejski Fundusz Współpracy Walutowej. 18 grudnia 1978 Rada Europejska, na wniosek Francji i RFN, podjęła decyzję o utworzeniu europejskiego systemu walutowego. System zaczął obowiązywać 13 marca 1979. Powołany został umową zawartą między bankami centralnymi państw członkowskich EWG. Istotę systemu stanowiły trzy elementy:
- mechanizm kursów walutowych (ERM) – w ramach niego dopuszczalne wahania kursów określono na ±2,25%, zaś dla lira włoskiego na ±6%[8]. Szersze pasmo wahań uzyskały także kraje dołączające do ERM – Hiszpania (1989), Wielka Brytania (1990) i Portugalia (1992)[10].
- European Currency Unit – europejska jednostka walutowa ustalona jako ważony średni koszyk walut państw EWG[9]. Procentowy udział danej waluty zależał od udziału państwa w handlu wewnątrz EWG oraz w wytwarzaniu PKB Wspólnoty[9]. ECU stało się jednostką rozliczeniową w operacjach finansowych, nie weszło jednak nigdy do obiegu gotówkowego[9].
- wsparcie kredytowe – mechanizm w ramach Europejskiego Funduszu Współpracy Walutowej[9].

### Raport Delorsa i traktat z Maastricht
W czerwcu 1988 na szczycie UE w Hanowerze zapoczątkowano prace komitetu pod kierownictwem przewodniczącego Komisji Europejskiej, Jacques’a Delorsa. Zadaniem komitetu było zaproponowanie wprowadzenia ścisłej unii gospodarczo-walutowej.
Raport Delorsa przewidywał wprowadzenie unii w trzech etapach. Na jego podstawie 1 czerwca 1989 – podczas szczytu unijnego w Madrycie – zdecydowano o rozpoczęciu 1 lipca 1990 pierwszego etapu unii gospodarczo-walutowej.
W grudniu 1989 na szczycie w Strasburgu zwołano konferencję międzyrządową w celu ustalenia, niezbędnych do utrzymania unii gospodarczo-walutowej, poprawek do traktatu. Wspomniana konferencja doprowadziła do powstania Traktatu o Unii Europejskiej, ostatecznie podpisanego w Maastricht w 1992. Traktat stanowił o wprowadzeniu unii w trzech etapach:
- Zgodnie z planem pierwszy etap rozpoczął się 1 lipca 1990. Zniesiono wszelką kontrolę wymiany walut i tym samym wprowadzono pełną swobodę przepływu kapitału. Wzmocniono kooperację między bankami centralnymi dotyczącą unii monetarnej, jak również wprowadzono zakaz uprzywilejowanego dostępu instytucji publicznych do wsparcia finansowego banku.

- Drugi etap rozpoczął się 1 stycznia 1994. Powstał Europejski Instytut Walutowy, odpowiedzialny za pogłębienie współpracy między niezależnymi bankami centralnymi krajów członkowskich. 16 grudnia 1995 ustalono nazwę nowej waluty: euro. W czerwcu 1997 Rada Europejska uzgodniła Pakt stabilności i wzrostu oraz nowy mechanizm wymiany walut (ERM II). Ustanowiono też TARGET – system automatycznych przeliczeń walut narodowych na euro. 3 maja 1998 postanowiono, że 11 krajów oficjalnie utworzy unię gospodarczo-walutową 1 stycznia 1999. W czerwcu 1998 powstał Europejski Bank Centralny.

- Etap trzeci zamrażając narodowe kursy wymiany wobec euro rozpoczął się 1 stycznia 1999. Powołano do życia Europejski System Banków Centralnych, który przejął obowiązki Europejskiego Instytutu Walutowego i odpowiedzialność za politykę walutową Unii Europejskiej. 1 stycznia 2001 do unii gospodarczo-walutowej przyłączyła się Grecja. W styczniu 2002 do obiegu wprowadzono monety i banknoty euro.

Do unii walutowej nie przystąpiły Dania, Szwecja i Wielka Brytania.

### Traktat lizboński a UGW
Wejście w życie traktatu lizbońskiego w grudniu 2009 wprowadziło pewne zmiany także w odniesieniu do UGW. Przede wszystkim wzmocniona została pozycja państw strefy euro – przyznano im większą autonomię w dziedzinie koordynacji polityki gospodarczej oraz dokonano instytucjonalizacji eurogrupy. Ponadto EBC stał się formalnie jedną z głównych instytucji UE, wprowadzono podstawy traktatowe dla funkcjonowania Eurosystemu, wzmocniono rolę KE przy EDP oraz ustanowiono nowy element procedury uchylenia derogacji – uzyskanie zalecenia od państw strefy euro.

## Warunki uczestnictwa
Warunkiem pełnego uczestnictwa w UGW jest wypełnienie przez państwo członkowskie kryteriów konwergencji. Wyróżnia się kryteria konwergencji nominalnej oraz kryteria konwergencji prawnej. Do pierwszej grupy zalicza się:
- kryterium stabilności cen (inflacyjne) – zgodnie z nim inflacja, mierzona wskaźnikiem zharmonizowanym wskaźnikiem cen konsumpcyjnych, w ciągu roku poprzedzającego badanie nie może przekroczyć 1,5 punktu procentowego inflacji w trzech państwach Unii Europejskiej o najbardziej stabilnych cenach[8][12].
- kryterium fiskalne – państwo w momencie badania nie może być objęte procedurą nadmiernego deficytu[8].
- kryterium kursu walutowego – państwo przez minimum dwa lata musi uczestniczyć w mechanizmie kursów walutowych. W tym czasie nie może dochodzić do poważnych napięć oraz nie wolno samowolnie przeprowadzać dewaluacji[8].
- kryterium stóp procentowych – w ciągu roku od momentu badania średnia długoterminowa stopa procentowa nie może przekroczyć o więcej niż 2 punkty procentowe średniej z analogicznych stóp procentowych trzech państw Unii Europejskiej o najbardziej stabilnych cenach[8].

Z kolei zgodnie z kryteriami konwergencji prawnej należy zapewnić zgodność prawodawstwa krajowego z art. 130 i 131 Traktatu o funkcjonowaniu Unii Europejskiej oraz ze Statutem Europejskiego Systemu Banków Centralnych i Statutem Europejskiego Banku Centralnego.